# 桑托门纳
桑托门纳（義大利語：Santomenna），是意大利萨莱诺省的一个市镇。总面积8平方公里，人口491人，人口密度61.4人/平方公里（2009年）。ISTAT代码为065131。